# لانزنكيرشن
لانزنكيرشن (بالألمانية: Lanzenkirchen) هي مدينة سوق في منطقة فينر نويشتات لاند في ولاية النمسا السفلى.

## جغرافيا
تقع لانزنكيرشن على نهر ليثا، جنوب مدينة فينر نويشتات عند سفح سلسلة جبال روزاليا. وتتكون البلدية من خمسة بلديات هي: لانزنكيرشن، وفروهسدورف، وهادرسورث، وكلاينوولكرسدورف، وأوفنباخ.

## التاريخ
لانزنكيرشن : يأتي الاسم من مستوطن ألماني بنى كنيسة. كان اسمه أنزو أو لانزو. تم ذكر اسم لانزنكيرشن لأول مرة في عام 1130.
فروهسدورف: كان الاسم الأصلي كروتندورف لأن العديد من الضفادع (بالألمانية: kröten)تم العثور عليها في المنطقة الغنية بالمياه. أصبحت فروسشدورف في القرن السابع عشر (بالألمانية: Frosch) وتعني الضفدع. تم استخدام اسمها الحالي منذ بداية القرن التاسع عشر.
هادرسورث: هذا الاسم يعني "جزيرة نهر هادوريش".
كلينوولكرزدورف : حتى حوالي عام 1800 كانت القرية تعرف باسم وولفكرزدورف ، وتعني "قرية وولفكرز".
أوفنباخ: المكان كان يُعرف في الأصل باسم كوينباخ. أصل اسم أوفنباخ غير معروف.

## أماكن ذات الأهمية
- قلعة فروهسدورف

- كنيسة سانت نيكولاس، كنيسة في قرن الثالث عشر